# Næstved Fri Skole
Næstved Fri Skole er en skole, der oprindelig byggede på Sudbury Valley School-princippet. Den ligger i Rislev, 8 km nord for Næstved.
Den grundlæggende idé bag skolen er, at alle som mennesker har lige ret til at ytre sig og deltage aktivt i fællesskabet. Således har elever som lærere, i hvert fald grundlæggende, lige ret til at lede skolens gang og træffe beslutninger. Man kunne med ret sige, at skolen forsøger at forberede eleverne på at være en del af demokratiet i samfundet. Der var oprindeligt ingen klasseopdeling og undervisningen kan foregå på tværs af aldersgrupper. Undervisningen foregår individuelt eller i grupper, og eleverne aftaler selv undervisningen med den enkelte lærer. Der er ingen undervisningstvang og den enkelte elev har, under prinippet om frihed under ansvar, stor indflydelse på egen læring. Fra og med år 2008 er Næstved Fri Skole dog blevet mere klassebevidst.
Skolen blev grundlagt i august 1998 i Vejlø, syd for Næstved, af en forældregruppe med lærer Tove Hartelius og psykoterapeut Finn Kunze som de primære kræfter.
Tove Hartelius har siden starten fungeret som skoleleder.
Næstved Fri Skole blev startet i 1998 som den første skole i Danmark med model efter Sudbury Valley School i Massachusetts, USA. Gennem årene har skolen udviklet en helt unik form. Nye krav fra det omgivende samfund og ændringer på baggrund af erfaringer har formet skolen til det den er i dag, og formen ændrer sig hele tiden.
Skolen var i de første år placeret i en tidligere landsbyskole i Vejlø syd for Næstved. Efter et halvt år uden statsstøtte på grund af for få elever, flyttede skolen til Rislev – også i en tidligere landsbyskole. Skolebygningerne er lidt efter lidt blevet sat i stand, og i 2009 tilkøbtes det tidligere gymnastikhus.
I en femårig periode var skolen på grund af sin særlige pædagogik igennem et statsligt tilsyn, som ophørte februar 2009. Skolen har i skoleåret 2010/11 plads til 99 elever. 